# Snakes in Exile
Snakes in Exile is een Vlaamse band die voornamelijk Ierse- en Schotse folk speelt. Ze vierden in 2007 hun 15-jarig bestaan met een live-album. Daarop staan nummers die ze al live speelden, maar nog nooit opnamen.

## Bandleden
- Luc Baillieul (zang, gitaar, bodhrán)
- Peter Van Aken (zang,accordeon, bodhrán)
- Gert Meulemans (zang, basgitaar/contrabas)
- Kristiaan Malisse (drums, percussie, zang)

## Discografie
- Songs and Salads
- Second Skin
- Merrily polluted
- Time Flies When You're Having Fun (live) (2007)
- A Dressing Room Session
- Paddies off course